# Saluda (Karolina Południowa)
Saluda – miasto w Stanach Zjednoczonych, w stanie Karolina Południowa, siedziba administracyjna hrabstwa Saluda.